# Ryc II

Ryc II

Rekowski Vc

Ryc II (Reets, Reutz, Ritz, Ritzen, Ruitz, Rüts, Rütz, Rützen, błędnie Rekowski Vc, Wrycz II) – zachodniopomorski herb szlachecki, używany także przez rodzinę przejściowo osiadłą na Kaszubach.

## Opis herbu
Opis z wykorzystaniem zasad blazonowania, zaproponowanych przez Alfreda Znamierowskiego:
Na tarczy dzielonej w pas, w polu górnym, błękitnym, pół jelenia wspiętego, srebrnego, w polu dolnym, srebrnym, trzy róże czerwone (2 i 1). Klejnot: nad hełmem w koronie panna w sukni błękitnej, o włosach złotych, w wianku zielonym, trzymająca po rogu jelenim w każdej ręce. Labry: błękitne, podbite srebrem.
Juliusz Karol Ostrowski wymienia zarówno ten herb, jak i jego zniekształconą wersję, nazywaną Rekowski Vc. W wersji tej, pozbawionej barw, róże były na łodygach, nie było też klejnotu.

## Najwcześniejsze wzmianki
Herb wymienia Ostrowski (Księga herbowa rodów polskich), pod nazwą Ryc II, oraz zniekształcony pod nazwą Rekowski Vc, a także Nowy Siebmacher.

## Rodzina Rütz
Rodzina szlachecka wywodząca się z Pomorza Zachodniego. W XVII-XVIII wieku posiadali dobra w ziemi słupskiej we wsiach Głuszynko i Strzyżyno.

## Herbowni
Rütz, (Reets, Reutz, Ritz, Ritzen, Ruitz, Rüts, Rützen, Ryc). Rodzinę tę notowano także z herbem Ryc. Herb Ryc II niesłusznie przypisywano kaszubskim Wryczom.